# 골안천 (울산)
골안천은 울산광역시 울주군 삼동면 둔기리의 문수산 문수청정낚시터에서 발원하여 골안저수지를 거쳐 서류하다가 언양읍 구수리에서 태화강의 지류인 둔기천의 대암호로 흘러드는 강이다.